# Sandín
Sandín (en rus: Сандин) és un poble (un khútor) de Baixkíria, a Rússia, que en el cens del 2010 tenia 13 habitants. Pertany al districte de Iermolàievo.